# Дрімлюга кубинський
Дрімлюга кубинський (Antrostomus cubanensis) — вид дрімлюгоподібних птахів родини дрімлюгових (Caprimulgidae). Ендемік Куби.

## Опис
Довжина птаха становить 25-29,5 см, самці важать 76 г, самиці 70 г. Верхня частина тіла переважно темно-коричнева, поцяткована сірувато-охристими, світло-охристими і сірувато-коричневими плямами. Хвіст коричневий, три крайні пари стернових пер на кіці у самців білі, у самиць охристі. Центральна пара стернових пер на кінці сірувато-коричнева. Крила коричневі, поцятковані світлими плямами і смужками. Обличчя рудувато-коричневе, поцятковане темно-коричневими плямками, підборіддя і горло темно-коричневі, поцятковані світлими плямками, груди темно-коричневі, поцятковані світло-охристими плямами, живіт і боки темно-коричневі, поцятковані сірими плямками. Представники підвиду A. c. insulaepinorum мають менші розміри, ніж представники номінативного підвиду і вирізняються помітно темнішим забарвленням і коротшими хвостами.

## Підвиди
Виділяють два підвиди:
- A. c. cubanensis Lawrence, 1860 — Куба і сусідні острівці;
- A. c. insulaepinorum (Garrido, 1983) — острів Ісла-де-ла-Хувентуд.

## Поширення і екологія
Кубинські дрімлюги живуть у вологих рівнинних і гірських тропічних лісах, на берегах річок і озер. Зустрічаються на висоті до 2000 м над рівнем моря. Ведуть присмерковий і нічний спосіб життя. Живляться комахами, яких ловлять в польоті. Сезон розмноження триває з березня по липень. Відкладають яйця просто на землю. В кладці 2 яйця, насижують і самиці, і самці.